# Taraxacum florstroemii
Taraxacum florstroemii — вид квіткових рослин з родини айстрових (Asteraceae). Вид зростає в Європі: Данія, Норвегія, Швеція, Фінляндія, Німеччина, Польща, Естонія, Латвія, Литва, північно-західно-європейська Росія; це багаторічна рослина помірних біомів.